# Ods socken
Ods socken i Västergötland ingick i Gäsene härad. Socknen ingår sedan 1974 i Herrljunga kommun och har samma omfattning som Ods distrikt, inrättat 2016.
Arealen är 46,54 kvadratkilometer varav 43,32 land. År 2000 fanns här 373 invånare. Kyrkbyn Od med sockenkyrkan Ods kyrka ligger i socknen.

## Administrativ historik
Socknen har medeltida ursprung. 
Vid kommunreformen 1862 övergick socknens ansvar för de kyrkliga frågorna till Ods församling och för de borgerliga frågorna bildades Ods landskommun. Landskommunen uppgick 1952 i Gäsene landskommun som 1974 uppgick i Herrljunga kommun. Församlingen uppgick 2010 i Östra Gäsene församling.
1 januari 2016 inrättades distriktet Od, med samma omfattning som församlingen hade 1999/2000.  
Socknen har tillhört län, fögderier, tingslag och domsagor enligt vad som beskrivs i artikeln Gäsene härad. De indelta soldaterna tillhörde Älvsborgs regemente, Gäsenede kompani och Västgöta regemente, Elfsborgs kompani.

## Geografi och natur
Ods socken ligger norr om Borås kring sjön Sandsken och med Sämsjön i norr. Socknen är en kuperad skogsbygd  med inslag av odlingsbygd.Sämsjön delas med Norra Säms, Alboga och Hovs socknar.

## Byar och hemman
Ods socken består historiskt av följande byar och enstaka hemman (byar som bara består av ett hemman). När en by har flera hemman anges också hemmansnumren.
- Almedal (tidigare Allmänsered), by med två hemman utan särskilda namn (1 och 2), varav det senare i äldre tid kallades Jonsgården.
- Bogared, enstaka hemman.
- Bränning, by med två hemman (1 Östra Bränning och 2 Västra Bränning) samt en kvarn (3). En tid fanns också såg i byn.
- Galtholmen, by med två hemman (1 Lilla Galtholmen och 2 Stora Galtholmen) samt en kvarn (3).
- Hermanstorp, by med två hemman (1 Västergården och 3 Östergården) och en åker (2).
- Holmen, en tomt, hette tidigare Brattatomt eller Brätte.
- Holmåkra, by med fyra hemman (1 Skattegården, 4 Tomasgården, 5 Smedsgården och 6 Backgården) samt en tomt (2) och en åker (3).
- Hägna, enstaka hemman, tidigare gästgivargård.
- Högryd, enstaka hemman.
- Iglaholmen, enstaka hemman.
- Klippe, försvunnen gård, obekant läge.
- Kåtorp, enstaka hemman.
- Ljunga, enstaka hemman.
- Mollungen, by med två gårdar som ursprungligen var två enstaka hemman: 1 Stora Mollungen och 1 Lilla Mollungen (den senare hette i äldre tid Finnulen). De var frälsesäterier som tillsammans med underlydande gårdar[8] bildade egendomen Mollungen (en herrgård). ”Till egendomen hörer öfverflödig skog af gran, ek, bok och björk, samt fiske; vackra och med kostnad anlagda trädgårdar pryda stället. Egare år 1766 var ryttm. Svante Reenstjerna, död 1784; hans hustru dog här 1795. År 1861 var Anders Danielsson egare”, enligt Historiskt-geografiskt lexikon från 1864.[9] Här finns numera det kommunala Mollungens naturreservat.
- Nabben, enstaka hemman.
- Od, socknens kyrkby, sex hemman: 1 Prästegården, 2 Nordgården, 3 Skattegården, 4 Stora Backgården, 5 Lilla Backgården och 6 Holmen.
- Picke, by med två hemman (1 Stora Picke och 3 Lilla Picke) samt en åker (2).
- Saläng, enstaka hemman.
- Sandäckra, enstaka hemman.
- Sannum, by med två hemman (1 Västra Sannum och 2 Östra Sannum) samt en kvarn (3).
- Sibbared, by med två hemman (1 Västergården och 2 Östergården).
- Starekulla, enstaka hemman.
- Stångås, enstaka hemman (1) samt en kvarn (2).
- Svinåsa, by med två hemman som 1719 slogs samman till ett.
- Upptorp, by med två hemman (1 Lillegården och 2 Storegården).
- Örkestorp, enstaka hemman.
- Österod, by med fyra hemman (1 Västergården, 3 Håkansgården, 4 Torsgården, 5 Östergården) samt en tomt (2).

## Fornlämningar
En hällkista från stenåldern är funnen. Från järnåldern finns sju gravfält, stensättningar och domarringar.

## Befolkningsutveckling
Befolkningen ökade från 662 1810 till 1 180 1870 varefter den minskade till 342 1980 innan den vände uppåt något till 389 1990.

## Namnet
Namnet skrevs 1394 Ood och kommer från kyrkbyn. Namnet innehåller troligen odh, 'vadställe'. Byn ligger vid en bäck.

## Kända personer från Od
- Andreas Olavi Rhyzelius (1677–1761), hovpredikant hos Karl XII, senare biskop i Linköping.